# 安蒂奧基亞區

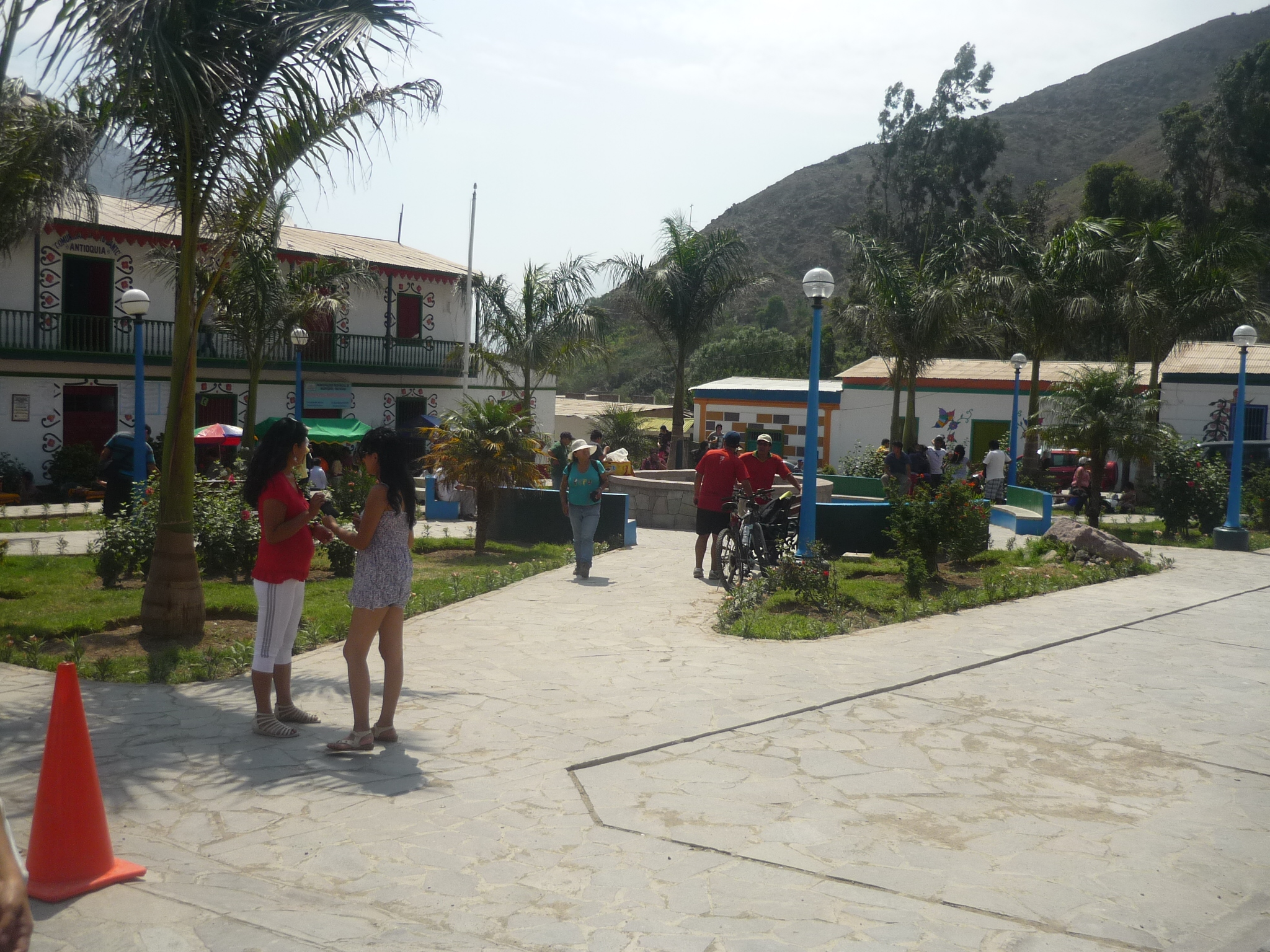

12°04′50.6″S 76°30′38.2″W / 12.080722°S 76.510611°W
安蒂奧基亞區（西班牙語：Distrito de Antioquía），是秘魯的一個區，位於該國中南部利馬大區的瓦羅奇里省，始建於1935年4月5日，面積388平方公里，海拔高度1,526米，2007年人口1,376，人口密度每平方公里3.5人。